# 鄭成公
鄭成公（？—前571年），姬姓，名睔，為春秋諸侯國鄭國君主之一，是鄭國第十五任君主。他為鄭襄公子，在位14年。
前582年，鄭成公被晋国扣留。郑国国内执政大臣听从公孙申的建议，围攻许国。意思是不重視成公的性命，還有餘力包围许国，又不派使者到晋国營救成公，一副要迎立新君的樣子，晋国一定将成公放回，前581年，鄭成公回国。